# سامسونج جالكسي نوت 10.1 طبعة 2014
سامسونج جلاكسي نوت 10.1 طبعة 2014 (بالإنجليزية: Samsung Galaxy Note 10.1 2014 Edition)‏ هو حاسوب لوحي من سامسونج ضمن سلسلة سامسونج جلاكسي نوت يعمل بنظام أندرويد تم الكشف عنه في 4 سبتمبر 2013، تم طرحه في الأسواق في 10 أكتوبر 2013.

## الخصائص
- نظام التشغيل: أندرويد
- الكاميرا الأمامية: 2 ميجابكسل
- الكاميرا الخلفية: 8 ميجابكسل
- الوزن: 535 غ (1.179 رطل)
- المعالج: 1.9 جيجا هرتز
- الذاكرة: 3 جيجابايت
- التخزين: 64 جيجابايت